# 363706 Karazija
363706 Karazija este o planetă minoră (asteroid) din centura de asteroizi. A fost descoperită pe 14 octombrie 2004 la Molėtų astronomijos observatorija⁠(d) de  și a fost numită după Romualdas Karazija⁠(d). 
Obiectul prezintă o orbită caracterizată de o semiaxă mare de 3,0427503800768 UAi, o excentricitate de 0,20702487515678, o înclinație de 12,954820112007 ° în raport cu ecliptica.